# Корзинка фруктов
«Корзинка фруктов» (яп. フルーツバスケット Фуру:цу басукэтто, англ. «Fruits Basket») — манга авторства Нацуки Такаи, выходившая с 18 июля 1998 по 20 ноября 2006 года в японском журнале Hana to Yume. Всего вышло 23 танкобона.
В 2001 году эта работа удостоилась престижной ежегодной премии издательства «Коданся» за лучшую сёдзё-мангу. Согласно опросу, проведенному в 2007 году министерством культуры Японии, занимает 37-е место среди лучшей манги всех времён.
Studio Deen адаптировало мангу в 26-серийное аниме, снятое режиссёром Даити Акитаро и транслировавшееся на телеканале TV Tokyo с 5 июля 2001 по 27 декабря 2001 года. В 2019 году вышел новый сериал, сюжет которого идёт строго по манге и над которым работает новая команда. Его первый сезон продлился 25 серий, второй сезон вышел в эфир с апреля по сентябрь 2020 года, а третий и последний сезон с апреля по июнь 2021 года. Аниме-сериал является совместным производством Funimation, которая выпустила сериал в партнерстве с Crunchyroll.
18 февраля 2022 года в прокат выпустили фильм «Корзинка фруктов: Прелюдия», состоящий из приквела о встрече родителей главной героини, Kyо̄ko to Katsuya no Monogatari, компиляции эпизодов сериала и новой сцены.

## Сюжет
Школьница Тору Хонда потеряла мать в автомобильной катастрофе и осталась без крыши над головой, поскольку не хотела доставлять неудобства своему дедушке и лучшим подругам Арисе Уотани и Саки Ханадзиме. Несмотря на всё горе и невзгоды, выпавшие на её долю, Тору не стала унывать и падать духом. Она, втайне от подруг и родственников, начала жить в палатке, без опозданий посещая занятия и работая на нескольких работах сразу, стараясь осуществить мечту матери о том, чтобы её дочь окончила старшую школу и поступила в университет.
Однажды, гуляя в окрестностях своего импровизированного лагеря, Тору наткнулась на большой дом. Как оказалось, в нём жил её одноклассник Юки Сома, который был невероятно красив и вызывал восхищение у всей школы. Дом принадлежал родственнику Юки — Сигурэ Соме, молодому писателю. Разобравшись в ситуации, в которую попала девушка, и испытывая трудности с ведением домашнего хозяйства, Юки и Сигурэ решили помочь Хонде, дав возможность жить в своём доме в обмен на уборку и приготовление пищи. Поскольку палатку, где жила Тору, погребло под случайным оползнем, девушке не оставалось ничего другого, кроме как согласиться на их великодушное предложение.
Однако Тору не знала, что в действительности представляет собой большой, богатый и старинный род Сома, члены которого приютили её. Их самый страшный, веками охраняемый секрет был случайно раскрыт Хондой, когда неожиданно появившийся ещё один член семьи Сома — Кё Сома, затеял драку с Юки. Оказалось, что давным-давно некоторые члены семьи Сома были прокляты духами, и при объятиях (даже случайных) с представителем противоположного пола или сильном волнении превращались в животных из китайского зодиака или Дзюниси. Так, Юки становился мышью, Сигурэ — собакой, а Кё — котом (неприязнь между Юки и Кё, как между мышью и кошкой, по легенде, произошла из-за того, что мышка обманула кошку и заняла её место в зодиаке). Обычно Сома стирали память свидетелей при помощи гипноза, но для простодушной и в то же время ответственной Тору они решили сделать исключение, взяв с неё страшную клятву хранить тайну.

## Персонажи

### Главные герои

Главные герои манги (слева направо): Кё Сома, Тору Хонда и Юки Сома

Тору Хонда (яп. 本田 透 Хонда То:ру) — отец Тору, учитель старшей школы, умер от пневмонии, когда ей было три года. Хотя её мама, Кёко, была лидером молодёжной банды, воспитанием дочери она занималась серьёзно, мечтая, чтобы Тору выросла хорошим человеком, училась хорошо и поступила в университет, и своей цели она добилась — к шестнадцати годам Тору стала красивой, очень доброй девушкой, хорошей ученицей, правда довольно наивной. После гибели матери в автокатастрофе, Тору показала качества, которые она унаследовала от Кёко: упорство и способность не падать духом даже в самых сложных ситуациях, при этом, не потеряв главного — умения сопереживать другим людям. Познакомившись с семьёй Сома и поняв, как трудна жизнь членов этой внешне благополучной семьи, Тору, несмотря на собственные беды, изо всех сил старалась им помочь. Неравнодушна к Юки и Кё. С тех пор, как узнаёт, что Кё и Юки будут заперты в поместье Сома, решает снять проклятье, для чего объединяется с Рин (Исудзу Сома). Любит Кё.
Сэйю: Юи Хориэ (2001)
Сэйю: Манака Ивами (2019)
Юки Сома (яп. 草摩 由希 Со:ма Юки) — в школе Юки называют «Принцем» за необыкновенную красоту, несколько девушек даже организовали его фан-клуб, но он достаточно спокойно к этому относится. Юки очень спокоен и уравновешен, отлично владеет боевыми искусствами, поддерживает со всеми ровные отношения. Его единственное уязвимое место — страх перед Акито, из-за которого Юки стремился как можно больше времени проводить вдали от особняка семьи Сома, и переехал в дом Сигурэ. В школу Юки пошёл, надеясь узнать больше о нормальных человеческих взаимоотношениях, но поскольку проклятие и отсутствие друзей сильно повлияли на его характер, а также из-за внешности Юки обычно оказывался вне компании. Тем не менее ему со временем удалось получить пост президента школьного совета. Долгое время Юки не мог разобраться в своих чувствах к Тору, но в конце понимает, что та заменила ему мать, которая фактически отказалась от сына ради высокого положения в семье Сома. Животное: Мышь.
Сэйю: Ая Хисакава (2001)
Сэйю: Нобунага Симадзаки (2019)
Кё Сома (яп. 草摩 夾 Со:ма Кё) — грубоватый в общении, но добрый парень. Из-за способности превращаться в кота в семье Сома к нему с детства питали некоторую неприязнь, так как кот не является животным восточного календаря. Постоянно пытается подбить Юки на драку, чтобы одержать над ним победу и полноправно войти в семью Сома, но чаще всего всё заканчивается его полным поражением. Ненавидит лук. Волосы Кё рыжего цвета. Постоянно пытается избежать встречи с Кагурой. Мать Кё, не выдержав отношения к ней и сыну, покончила с собой, однако всё списали на несчастный случай. С тех пор опекуном Кё стал мастер додзё Кадзума Сома, дед которого тоже был котом. Постепенно, мастер полюбил Кё, и они стали относиться друг к другу, как отец с сыном. Имеет вторую, истинную форму. Превращается в ужасного монстра со страшным голосом и отвратительным запахом. Предохранителем от превращения служит браслет, состоящий из белых и красных шариков. После того как Тору призналась ему в любви, он рассказывает историю о том, что мог бы спасти её мать от гибели, поскольку находился рядом с ней в тот момент, но не стал этого делать, потому что превратился бы в кота на глазах множества людей. В финале произведения он принимает решение на время покинуть семью Сома, чтобы начать жить самостоятельно и в будущем унаследовать додзё своего учителя, Кадзумы. Животное: Кот.
Сэйю: Томокадзу Сэки (2001)
Сэйю: Юма Утида (2019)

### Второстепенные персонажи
Сигурэ Сома — (яп. 草摩 紫呉 Со: ма Сигурэ) — кузен Юки, лучший друг Аямэ и фактический опекун Тору. Очень заботливый, но в то же время вечно подшучивающий над всеми окружающими. Он писатель, пишет романы и поэтому прекрасно понимает чувства людей и таким образом помогает преодолеть Юки и Кё подростковую застенчивость перед девушкой. Вот только они принимают его за «извращенца». По знаку зодиака — собака, в которую и превращается. Любит играть на нервах окружающих. Не любит надевать костюм, утверждает, что у него сбивчивый распорядок дня. В манге у него есть тёмная сторона. Ради своей цели может пойти на что угодно, не стесняясь ни лжи, ни манипуляций кем-либо. Считает себя самым ужасным и проклятым в семействе. Является «серым кардиналом» семьи Сома, манипулируя Акито, в которую влюблён ещё с того времени, когда она была ребёнком. Животное: Собака.
Сэйю: Рётаро Окиаю (2001)
Сэйю: Юити Накамура (2019)
Ариса Уотани — или Уо-тян (яп. 魚谷 ありさ Уотани Ариса) — подруга Тору, входила в молодёжную банду. У неё довольно жёсткий характер и тяжёлая рука, но ради подруг она готова на всё. Мать Тору однажды спасла жизнь Уо-тян, после этого Ариса на могиле мамы Тору пообещала, что всегда будет оберегать Тору и своё слово сдержала. Все одноклассники называют её «янки». Сама же она в самом деле была когда-то янки, однако после встречи с Кёко (мамой Тору) изменяет своё отношение к жизни. В манге описывается, что она довольно красивая, и то, что ей идёт мини-юбка. Там же она однажды столкнулась с Курэно Сомой — петухом. И влюбилась в него. Однако Курэно однажды сказал Тору, что не будет больше видеться с Арисой. Причина тому — он личный помощник Акито, у которой с ним роман, а ещё ему нельзя долго быть «снаружи». В конце произведения, после того как Курэно ушёл от Акито, начинает с ним встречаться. Живёт в однокомнатной квартире с отцом, который некогда очень сильно пил. Мечтает дорасти до 180 см.
Сэйю: Юка Имаи
Сэйю: Ацуми Танэдзаки (2019)
Саки Ханадзима — или Хана-тян (яп. 花島 咲 Ханадзима Саки) — ещё одна лучшая подруга Тору. Экстрасенс (может чувствовать чужую ауру и посылать «электронные» волны). Согласное авторским заметкам в противоположность её «Готик Лолита» внешности, Саки любит сёдзё мангу и романы, и купила копию романа Сигуре Сома Summer-Colored Sigh (Летний вздох). В манге её символ маленький цветок, из-за значения первого символа (花) в своей фамилии. В юном возрасте у Саки были проблемы с контролированием своих способностей и в порыве, она чуть было не убила мальчика который любил издеваться над ней. Так же как и Ариса Уотани, Саки никогда не даст Тору в обиду. Когда мама Тору умерла, Саки вместе с Арисой пообещали на могиле матери Тору, что они проследят за Тору и дадут почти родительскую опеку. В школе частенько использует те самые электромагнитные волны чтобы защитить Тору от «фан-клуба» Юки Сомы. Учится вместе с Тору в одном классе. Может показаться странной, но, так же как и Уотани, ради дружбы горы свернёт. Живёт вместе с братиком, Мэгуми, тоже довольно загадочным мальчиком, обладающим способностью накладывать проклятие на людей, зная лишь их имя. Она однажды говорит, что может учиться на отлично, но ей просто напросто лень. Также в манге она проявляет симпатию к Кадзуме, которого в свою очередь такое заявление застаёт врасплох.
Сэйю: Рэйко Ясухара
Сэйю: Сатоми Сато (2019)
Акито Сома — (яп. 草摩 慊人 Со: ма Акито) — глава семьи Сома. В одном из последних томов манги, читатель узнает, что Акито — на самом деле девушка, которая воспитывалась как мальчик. На ней лежит проклятие смерти в раннем возрасте. Вся семья Сомы должна слушаться её приказов, Акито всегда нравилось издеваться и управлять людьми из-за своей душевной травмы. Против любого контакта семьи Сома с окружающим миром. Имеет мать — Рэн. Кадзума однажды говорит, что Акито похож на маленького ребёнка — лишь кричит и топает ногами. Когда Тору спрашивает Акито, кто он для Дзюниси, то тот отвечает, что он Бог Дзюниси, который объединяет в себе их души. Также Юки однажды говорит, что при Акито Дзюниси испытывают противоречивые чувства. Влюблена в Сигурэ Сома, но изменяла ему с Курэно, видя, что Сигурэ поддерживает близкие отношения с её матерью. В финале показано, что Сигурэ и Акито начали жить вместе. Знак: Рак.
Сэйю: Мурасаки Вакаба
Сэйю: Маая Сакамото (2019)
Хатори Сома (яп. 草摩 はとり Со:ма Хатори) — может показаться излишне строгим, но на самом деле у него доброе сердце. Имеет возможность стирать у людей, узнавших тайну семьи Сома, память с помощью гипноза. Превращается в морского конька (дракона). У него была девушка Кана, которую он очень любил. Она знала о проклятие семьи Сома, но вопреки этому хотела выйти замуж за Хатори. Когда об этом узнал Акито, он был в бешенстве и ударив Хатори, повредил ему левый глаз. Впоследствии он почти ничего не видел. Возлюбленная Хатори, Кана, не смогла перенести такого горя, винила во всем себя и попросила Хатори стереть память о встрече с ним. Хатори знает о делах Сигурэ, однако ничего против этого не говорит, так как считает, что тот хоть что-то делает. Так же Сигурэ однажды говорит, что проклятие подошло к Хатори с юмором: вместо дракона — морской конёк. В результате интриг Сигурэ, в финале начинает встречаться с классной руководительницей Тору и Юки. Животное: дракон (морской конёк).
Сэйю: Кадзухико Иноуэ
Сэйю: Кадзуюки Окицу (2019)
Хацухару Сома (яп. 草摩 溌春 Со:ма Хацухару) — постоянно спорит с Кё. Обычно спокоен, но иногда злится и становится «чёрным Хару». В таком состоянии он может творить безумные вещи, а потом совершенно о них забывает. Имеет волосы странно чёрно-белые, что вызывает большое удивление у одноклассников. Превращается в быка. В манге у него есть девушка Рин (Исудзу Сома), одна из двенадцати, превращается в лошадь. На самом деле очень добрый — это он уговорил Сигурэ взять Юки к себе. Животное: Бык.
Сэйю: Акио Суяма
Сэйю: Макото Фурукава (2019)
Момидзи Сома (яп. 草摩 紅葉 Со:ма Момидзи) — весёлый и беззаботный паренёк. Превращается в кролика. В детстве его мать отказалась от своего сына, поскольку не смогла вынести его проклятие. Хатори стёр ей память, но Момидзи очень не хватало маминой заботы и поэтому часто вытворял кучу разных пакостей, чтобы привлечь всеобщее внимание. Любит играть на скрипке. Животное: Кролик.
Сэйю: Аяка Сайто
Сэйю: Мэгуми Хан (2019)

## Медиа

### Манга
Манга авторства Нацуки Такая выходила с 18 июля 1998 по 20 ноября 2006 года в японском журнале Hana to Yume. Всего вышло 23 танкобона.
В ноябре 2009 года компания «Комикс-Арт» объявила о приобретении лицензии на российское издание манга-сериала «Корзинка фруктов». 7 октября 2010 года вышел первый том.
4 сентября 2015 года в Японии были выпущены первые два тома Fruits Basket: Collector’s Edition (愛蔵版 フルーツバスケット) под импринтом Hana to Yume Comics Special. Всего планируется выпустить 12 томов переиздания. В тот же день начался выход сиквела Fruits Basket another (яп. フルーツバスケットanother) в HanaLaLaOnline. Продолжение составило 3 тома.

### Аниме
Studio Deen адаптировала мангу в 26-серийное аниме, снятое режиссёром Акитаро Даити и транслировавшееся на телеканале TV Tokyo с 5 июля 2001 по 27 декабря 2001 года. Начальную тему оригинального сериала — «For Fruits Basket» (яп. For フルーツバスケット дословно, для корзины с фруктами), как и завершающую «Chiisana Inori» (яп. 小さな祈り дословно, небольшая молитва), исполняет Рицуко Окадзаки.
Отдельные детали сюжета отличаются от манги, например поведение Момидзи и Сигурэ. В ходе производства между Даити и Такая возникли разногласия из-за подбора актёров, цвета и стиля повествования Даити, что привело к неприязни аниме Такаей
12 ноября 2018 года на превью обложки декабрьского номера журнала Hana to Yume опубликован анонс нового аниме-сериала. Журнал поступил в продажу 20 ноября, также стало известно что новый сериал будет идти строго по манге и над ним будет работать новая команда. Его сюжет также будет экранизировать всю мангу целиком.
Над перезапущенным аниме-сериалом работает студия TMS Entertainment. В 2019 году был выпущен первый 25-серийный сезон. С апреля 2020 года начал выходить второй сезон. В 2021 году был выпущен финальный тринадцатисерийный сезон. 18 февраля 2022 года был выпущен фильм «Корзинка фруктов: Прелюдия», рассказывающий о родителях Тору.

#### Список серий
| Оригинальный аниме-сериал | Оригинальный аниме-сериал                                              | Оригинальный аниме-сериал |
| № серии                   | Название                                                               | Трансляция в Японии       |
| ------------------------- | ---------------------------------------------------------------------- | ------------------------- |
| 1                         | Самый странный день «Дай Ити-ва» (第一話)                              | 5 июля 2001 года          |
| 2                         | Проклятие сёма «Дай Ни-ва» (第二話)                                    | 12 июля 2001 года         |
| 3                         | Всех форм и размеров «Дай Сан-ва» (第三話)                             | 19 июля 2001 года         |
| 4                         | Сюда приходит Кагура! «Дай Ён-ва» (第四話)                             | 26 июля 2001 года         |
| 5                         | Рисовый шарик в корзине фруктов «Дай Го-ва» (第五話)                   | 2 августа 2001 года       |
| 6                         | Непреодолимая дружелюбность «Дай Року-ва» (第六話)                     | 9 августа 2001 года       |
| 7                         | Праздник рисовых шариков «Дай Нана-ва» (第七話)                        | 16 августа 2001 года      |
| 8                         | Не плачь, снег наверняка растет «Дай Хати-ва» (第八話)                 | 23 августа 2001 года      |
| 9                         | Одинокий Новый Год «Дай Кю:-ва» (第九話)                               | 30 августа 2001 года      |
| 10                        | Появление парня с чёрно-белыми волосами «Дай Дзю:-ва» ((第十話)        | 6 сентября 2001 года      |
| 11                        | Каждый любит шоколад «Дай Дзю: Ити-ва» (第十一話)                      | 13 сентября 2001 года     |
| 12                        | Белый день «Дай Дзю: Ни-ва» (第十二話)                                 | 20 сентября 2001 года     |
| 13                        | Начало нового семестра «Дай Дзю: Сан-ва» (第十三話)                    | 27 сентября 2001 года     |
| 14                        | Аямэ перепутала змея «Дай Дзю: Ён-ва» (第十四話)                       | 4 октября 2001 года       |
| 15                        | Без воспоминаний. Забывать — это нормально «Дай Дзю: Го-ва» (第十五話) | 11 октября 2001 года      |
| 16                        | Мы втроём не должны бояться «Дай Дзю: Року-ва» (第十六話)              | 18 октября 2001 года      |
| 17                        | Я был рад тому, что стал сильнее «Дай Дзю: Нана-ва» (第十七話)         | 25 октября 2001 года      |
| 18                        | Сильнейшие проклятые, брат и сестра «Дай Дзю: Хати-ва» (第十八話)      | 1 ноября 2001 года        |
| 19                        | Веселье как лекарство о простуды «Дай Дзю: Кю:-ва» (第十九話)          | 8 ноября 2001 года        |
| 20                        | Секрет жизни Аямэ «Дай Ни Дзю:-ва» (第二十話)                          | 15 ноября 2001 года       |
| 21                        | Похищенный мальчик «Дай Ни Дзю: Ити-ва» (第ニ十一話)                   | 22 ноября 2001 года       |
| 22                        | Фан-клуб принца «Дай Ни Дзю: Ни-ва» (第ニ十ニ話)                       | 29 ноября 2001 года       |
| 23                        | По слухам Ри дочь матери? «Дай Ни Дзю: Сан-ва» (第ニ十三話)            | 6 декабря 2001 года       |
| 24                        | Проклятие кота «Дай Ни Дзю: Ён-ва» (第ニ十四話)                        | 13 декабря 2001 года      |
| 25                        | Истинный облик «Дай Ни Дзю: Го-ва» (第ニ十五話)                        | 20 декабря 2001 года      |
| 26                        | Вперёд домой «Сай Cю Kaй» (最終回)                                     | 27 декабря 2001 года      |

## Критика
В 2001 году манга удостоилась престижной ежегодной премии издательства «Коданся» за лучшую сёдзё-мангу. Согласно опросу, проведенному в 2007 году министерством культуры Японии, занимает 37-е место среди лучшей манги всех времен. В Японии было продано более 18 миллионов копий её томов.
Аниме Fruits Basket тоже было хорошо принято, заняв третье место в списке самых просматриваемых сериалов в феврале 2002 года в списке Акихабары. В июньском выпуске 2002 года журнала Animage сериал возглавил топ 20 лучших аниме. В 2006 году сериал вошёл в список 100 самых любимых аниме в опросе TV Asahi.